# Charles mort ou vif
Charles mort ou vif is een Zwitserse dramafilm uit 1965 onder regie van Alain Tanner. Hij won met deze film de Gouden Luipaard op het filmfestival van Locarno.

## Verhaal
Charles is een 50-jarige fabrikant uit Genève, die zijn bedrijf en zijn gezin verlaat. Hij komt terecht bij een anarchistisch koppel. Zijn dochter Marianne bezoekt hem regelmatig. Zij is verrukt over de linkse ideeën van haar vader. Zijn conservatieve zoon Pierre daarentegen huurt een privédetective in.

## Rolverdeling
| Acteur              | Personage  |
| ------------------- | ---------- |
| François Simon      | Charles Dé |
| Marcel Robert       | Paul       |
| Marie-Claire Dufour | Adeline    |
| Maya Simon          | Marianne   |
| André Schmidt       | Pierre Dé  |